# 白天不亮
白天不亮（1980年12月20日—），本名杜弘，中国大陆男艺人，电子音乐制作人。其现常居深圳，早年曾經在非洲生活。
他于2008年在网络独立发布唱片《Never End Never Hurt》，2009年正式签约明堂唱片。2011年发行首张个人专辑《时光幻游指南》，2016年发行第二张个人专辑《游园惊梦》。

## 演艺经历
2008年，白天不亮于网络独立发布的唱片《Never End Never Hurt》，于地下嘻哈圈开始走红；并为小老虎，Loco Jive、APlus等众多地下嘻哈艺人担当制作，甚至跨界为Torte Bus、Silkfloss等独立流行乐团操刀。 。 
2009年，正式签约明堂唱片并发行了个人首张单曲唱片《弄月》。
2010年，发行EP《Never End Never Hurt》，选取《Never End Never Hurt》中六首原创曲目重新混缩，配以独立嘻哈团体柠檬精主脑PETENUT重新设计的封面，在国际发行。EP单曲《Feeling Dawn》在YouTube上获得极大反响。。
2011年，发行首张个人正式专辑《A Day Trip/时光幻游指南》，《南方都市报》称赞这张专辑“温润舒展，清晨醒神，黄昏回魂”。《音乐时空》更是赞叹“要性感有性感，要感性有感性，要画面有画面，要治愈有治愈，要新鲜感有新鲜感！”。美国著名说唱团体The 49ers 的主脑Jas Mace听完后称赞 “Very chill & relaxing！”。
2013年，白天不亮联手多位电子音乐制作人推出重混《A Day Trip》的混音专辑《奇幻混音之旅/A Remix Trip》。
其后，白天不亮逐渐停止个人活动。同年其为说唱歌手小老虎专辑《逍遥客》制作了《序: 从白日梦中来》一曲，该曲器乐版后来作为《滴/Drop》收入白天不亮第二张专辑《游园惊梦》。
2014年初为彭坦捉刀两首REMIX《河边》以及《美丽山》，年底为郑钧操刀《作》，并为杭州独立说唱团U180与独立摇滚歌手许均的合作单曲《光》担当制作。
2015年，为说唱新人Lu1制作了热门单曲《伸手摘下了》，并担当专辑《男孩》的部分制作。
2015年初，白天不亮逐渐开始恢复个人活动，3月发布与说唱歌手夏之禹合作的单曲《莲花》，并宣布第二张专辑即将发行的消息。
2016年1月，正式发行第二张个人专辑《游园惊梦》，专辑入选“华语音乐传媒大奖2016春季选最佳专辑”、“华语金曲奖2016年1月十佳专辑”。著名乐评人邱大立称赞道：“在中国当代音乐的实验中，还从来没有一张专辑专门去测量夜的质感。这是一张探索男性内心世界之秘密的唱片，那里面一朵朵婀娜之花，在随风摆荡。”同年，他还为说唱歌手Lu1与Cee获得众多奖项的合作专辑《午夜列车上的告别》制作了《无法衣锦还乡的骑士》一曲。
2018年5月，为音乐人方拾贰制作专辑《拾贰》的主打曲目《望月》，并编制《Intro》。
2019年底，为易烊千玺首张个人专辑《温差感》制作《入梦(Intro)》、《酣然(Interlude)》、《初醒(Outro)》，并为歌曲《两个傍晚的月亮》编曲制作。
2019年12月，参与明堂唱片与Beats By Dre共同推出的2020新春贺岁唱片《十全十美》，与明堂音乐人地磁卡、李丁丁、夏之禹合作并制作《花路无量》、《红运当头》两首单曲。
2020年4月，参与明堂唱片《明堂春日特辑：嘿！》，收录单曲《Prelude To Spring》。

## 音乐作品

### 录音室专辑
| 專輯 | 專輯名稱     | 發行公司 | 發行日期      |
| ---- | ------------ | -------- | ------------- |
| 1st  | 时光幻游指南 | 明堂唱片 | 2011年1月11日 |
| 2nd  | 游园惊梦     | 明堂唱片 | 2016年1月12日 |

### 混音专辑
| 專輯名稱                      | 發行公司 | 發行日期      |
| ----------------------------- | -------- | ------------- |
| 《奇幻混音之旅/A Remix Trip》 | 明堂唱片 | 2013年3月29日 |

### 迷你专辑
| 專輯名稱                 | 發行公司 | 發行日期     |
| ------------------------ | -------- | ------------ |
| 《Never End Never Hurt》 | 明堂唱片 | 2010年6月1日 |

### 单曲
| 时间           | 歌名                             |
| -------------- | -------------------------------- |
| 2009年8月26日  | 弄月                             |
| 2017年9月26日  | 静夜思                           |
| 2017年11月15日 | 欲知道                           |
| 2018年9月24日  | Le Voyage Dans La Lune           |
| 2018年12月15日 | FAME                             |
| 2019年9月13日  | 月蚀/Lunar Eclipse               |
| 2019年12月26日 | 花路无量                         |
| 2019年12月26日 | 红运当头                         |
| 2019年12月26日 | 花路无量 (Instrumental)          |
| 2019年12月26日 | 红运当头 (Instrumental)          |
| 2020年1月21日  | 红运当头 ( Galaxy Knight Remix ) |
| 2020年1月22日  | 花路无量 ( MAJOR YAO Remix )     |
| 2020年4月8日   | Prelude To Spring                |

### Mixtapes
| 專輯名稱                                                 | 發行公司 | 發行日期      |
| -------------------------------------------------------- | -------- | ------------- |
| And The Spring Is Gone:Gavintoo's Remix Selections       | 明堂唱片 | 2010年5月20日 |
| Spring Time In Winter: Gavintoo’s Remix Selections Vol.2 | 明堂唱片 | 2011年12月7日 |

### 制作单曲
| 艺术家           | 单曲名稱                       | 参与身份       | 發行信息              |
| ---------------- | ------------------------------ | -------------- | --------------------- |
| 香菇             | 花多一点点的时间 (feat.夜小粤) | 作曲/编曲/制作 | 星外星/2013.01.01     |
| 小老虎           | 从白日梦中来                   | 作曲/编曲/制作 | 独立发行/2013.06.14   |
| U180             | 光 (feat.许钧)                 | 作曲/编曲/制作 | 独立发行/2013.06.14   |
| Lu1              | 伸手摘下了                     | 作曲/编曲/制作 | 明堂唱片/2015.07.01   |
| Lu1              | Beats Y’all                    | 编曲/制作      | 明堂唱片/2015.07.01   |
| Lu1 x Cee        | 无法衣锦还乡的骑士             | 作曲/编曲/制作 | 明堂唱片/2016.06.29   |
| 一指团体 Afinger | 老王和他的十条狗               | 作曲/编曲/制作 | 独立发行/2017.07.07   |
| 一指团体 Afinger | 表面世界 (feat.叶晓粤)         | 作曲/编曲/制作 | 独立发行/2017.07.07   |
| 光光             | 小马 (feat.Amanda)             | 作曲/编曲/制作 | 独立发行/2017.10.13   |
| 方拾贰           | Intro                          | 作曲/编曲/制作 | 虾米音乐人/2018.05.08 |
| 方拾贰           | 望月                           | 编曲/制作      | 虾米音乐人/2018.05.08 |
| 易烊千玺         | 入梦 (Intro)                   | 作曲/编曲/制作 | 时代峰峻/2019.12.20   |
| 易烊千玺         | 两个傍晚的月亮                 | 编曲/制作      | 时代峰峻/2019.12.20   |
| 易烊千玺         | 酣然 (Interlude)               | 作曲/编曲/制作 | 时代峰峻/2019.12.20   |
| 易烊千玺         | 初醒 (Outro)                   | 作曲/编曲/制作 | 时代峰峻/2019.12.20   |

### 混音单曲
| 时间   | 艺术家 | 单曲名称 | 参与身份       |
| ------ | ------ | -------- | -------------- |
| 2014年 | 彭坦   | 河边     | Gavintoo Remix |
| 2014年 | 彭坦   | 美丽山   | Gavintoo Remix |
| 2015年 | 郑钧   | 作       | Disco Remix    |

## 所获荣誉
- 2012年第十二届华语音乐传媒大奖年度最佳电子艺人提名[19]
- 2012年华语金曲奖年度最佳电子艺人提名[20]
- 2013年阿比鹿音乐奖最佳电子音乐人[21]
- 2013年阿比鹿音乐奖最佳电子单曲《Rainy Day》[22]
- 2014年第十四届华语音乐传媒大奖年度最佳电子艺人提名[23]
- 2016年第17届华语音乐传媒大奖年度最佳电子艺人[24]
- 2017年首届唱工委音乐奖年度最佳电子专辑《游园惊梦》[25]